# Luweero
Luweero (manchmal auch „Luwero“) ist eine mittelgroße Stadt in Uganda. Sie liegt in der Zentralregion und ist das Zentrum sowohl der Verwaltung, wie auch des Handels innerhalb des Distrikts Luwero.

## Geographische Lage
Luweero liegt etwa 65 Kilometer nördlich von Kampala, der Hauptstadt Ugandas, an der Hauptverbindungsstraße nach Masindi. Die Straße ist die Hauptverkehrsachse in den Norden des Landes.

## Bedeutung
Luweero ist eine von mehreren (Klein-)Städten innerhalb des Luweerodistrikts. Sie ist jedoch Sitz aller Behörden und Institutionen des nach ihr benannten Verwaltungsbezirks. Darüber hinaus sind in Luweero sowohl die anglikanische Diözese von Luweero, als auch das römisch-katholische Bistum Kasana-Luweero ansässig.

## Einwohnerzahl
Im Zuge der nationalen Volkszählung im Jahre 2002 wurde die Bevölkerung der Stadt Luweero of 23.500 geschätzt. Im Jahre 2010 lag eine Schätzung der ugandischen Statistikbehörde (Uganda Bureau of Statistics, UBOS) bereits bei rund 28.800 Einwohnern. Ein Jahr später korrigierte das UBOS seine Schätzung auf 29.500. Die Volkszählung von 2014 gab die Bevölkerungszahl mit 42.734 an.

## Wichtige Einrichtungen
In Luweero finden sich folgende wichtige Einrichtungen:
- Sitz der Regionalverwaltung des Distrikts Luweero
- Sitz der anglikanischen Diözese von Luweero (Church of Uganda)
- Sitz des katholischen Bistums Kasana-Luweero
- Der zentrale Lebensmittelmarkt
- Eine Filiale der Stanbic Bank
- Eine Filiale der Crane-Bank
- Sitz der Mikrofinanzinstitution Wekembe Sacco
- Die Fernstraße zwischen Kampala und Masindi